# Baresmanas
Baresmanas (em grego: Βαρεσμανᾶς) foi um eminente general sassânida do século VI. É conhecido somente por sua participação na batalha de Dara de 530 contra os bizantinos liderados por Belisário, que foi registrada por Procópio de Cesareia. Nesta batalha, Baresmanas foi o segundo-no-comando do exército sassânida sob Perozes, e foi morto durante a fuga por Sunicas. De acordo com o registro de Procópio, ele era caolho.